# Берджесс (Міссурі)
Берджесс (англ. Burgess) — селище (англ. village) в США, в окрузі Бартон штату Міссурі. Населення — 54 особи (2020).

## Географія
Берджесс розташований за координатами 37°33′22″ пн. ш. 94°36′55″ зх. д. / 37.55611° пн. ш. 94.61528° зх. д. (37.556094, -94.615164).  За даними Бюро перепису населення США в 2010 році селище мало площу 0,19 км², з яких 0,19 км² — суходіл та 0,00 км² — водойми.

## Демографія
Згідно з переписом 2010 року, у місті мешкало 57 осіб у 24 домогосподарствах у складі 15 родин. Густота населення становила 298 осіб/км².  Було 34 помешкання (178/км²).
Расовий склад населення:
| - 98,2 % — білих |

До двох чи більше рас належало 1,8 %. Частка іспаномовних становила 5,3 % від усіх жителів.
За віковим діапазоном населення розподілялося таким чином: 24,6 % — особи молодші 18 років, 61,4 % — особи у віці 18—64 років, 14,0 % — особи у віці 65 років та старші. Медіана віку мешканця становила 31,8 року. На 100 осіб жіночої статі у місті припадало 119,2 чоловіків;  на 100 жінок у віці від 18 років та старших — 115,0 чоловіків також старших 18 років.
Середній дохід на одне домашнє господарство  становив 29 830 доларів США (медіана — 22 188), а середній дохід на одну сім'ю — 28 405 доларів (медіана — 20 000). За межею бідності перебувало 45,8 % осіб, у тому числі 83,3 % дітей у віці до 18 років та 0,0 % осіб у віці 65 років та старших.
Цивільне працевлаштоване населення становило 15 осіб. Основні галузі зайнятості: виробництво — 33,3 %, освіта, охорона здоров'я та соціальна допомога — 26,7 %, оптова торгівля — 13,3 %, роздрібна торгівля — 13,3 %.